# Matheo Zoch
Matheo Henrique Zoch Méndez (Santa Cruz de la Sierra, 12 giugno 1996) è un calciatore boliviano, centrocampista dell'Oriente Petrolero.

## Carriera
Ha giocato nella prima divisione boliviana ed in quella cilena.